# NGC 1572
NGC 1572 је спирална галаксија у сазвежђу Длето која се налази на NGC листи објеката дубоког неба.
Деклинација објекта је - 40° 36' 4" а ректасцензија 4h 22m 42,7s. Привидна величина (магнитуда) објекта NGC 1572 износи 12,5 а фотографска магнитуда 13,4. Налази се на удаљености од 68,553 милиона парсека од Сунца. NGC 1572 је још познат и под ознакама ESO 303-14, MCG -7-10-3, AM 0421-404, IRAS 04210-4042, PGC 14993.